# Panajotis Kutsupakis
Panajotis Kutsupakis (gr. Παναγιώτης Κουτσουπάκης; ur. 24 czerwca 1950) – grecki zapaśnik walczący w stylu wolnym. Olimpijczyk z Monachium 1972, gdzie odpadł w eliminacjach w kategorii do 62 kg.
Wicemistrz igrzysk śródziemnomorskich w 1975 roku.